# Грлица (Урошевац)
Грлица (алб. Gërlicë) је насељено место у општини Урошевац, на Косову и Метохији. Према попису становништва из 2011. у насељу је живело 323 становника.

## Географија
Село је у подножју истоименог брда (763 м), које се диже с леве (северне) стране Бродске клисуре на Лепенцу. Разбијеног је типа. Поред главног дела села који се зове Грлица, један део му је поред Лепенца, на месту Провалија, на удаљењу од првог дела око 2 км. Селу припада и заселак Доња Грлица, који лежи у близини Неродимке, јужно од Старог Качаника, на удаљењу од главног сеоског дела око 4 км. У свим деловима села куће су груписане. За разлику од засеока Доње Грлице, главни део села се често назива Горњом Грлицом. Осим нових српских досељеника, настањених у Доњој Грлици, у селу живе само Албанци. Кажу да им преци нису затекли село, да је било „батал“.

## Порекло становништва по родовима
Срби
- Ђорђевић (2 куће) 1920. из Сиринића, на куповицу.
- Ђерић (1 кућа) 1920. из Шипана (Гацко), на куповицу.
- Банаш (1 кућа) и Окиљевић (1 кућа) 1928. из Гацка, на куповицу.
- Крстић (1 кућа) 1929. из Липе (Смедерево), на куповицу.
- Глоговац (3 кућа) и Бован (2 к.) 1929. из Чичева (Коњиц), на утрину.

Албанци
- Пруша (8 кућа). Од фиса Круе Зи. Досељен око 1830. из Пруше у Малесији. Појасеви су му у 1931. од досељења били: Дервиш Исљам, Мемет, Лимон, Џељадин (55 година).
- Кардак (14 кућа). Од фиса Краснића. Досељен из Малесије кад и Пруша.[2]

## Становништво
Према попису из 2011. године, Грлица има следећи етнички састав становништва:
| Националност | 2011.        |
| Албанци      | 322 (99,69%) |
| Бошњаци      | 1 (0,31%)    |
| Укупно       | 323          |

| Демографија | Демографија | Демографија |
| Година      | Становника  | Становника  |
| ----------- | ----------- | ----------- |
| 1948.       | 115         |             |
| 1953.       | 134         |             |
| 1961.       | 181         |             |
| 1971.       | 260         |             |
| 1981.       | 250         |             |
| 1991.       | 344         |             |
| 2011.       | 323         |             |